# Simeon Öquist

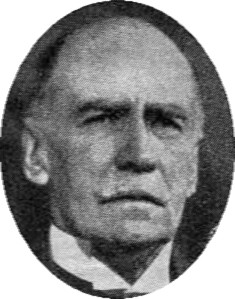
Simeon Öquist.

Simeon Öquist, född den 3 september 1868 i Sundsvall, död 27 augusti 1955 i Sundbybergs församling, var en svensk målare. Öquist blev i första hand känd för sina porträttmålningar och har bland annat avbildat Gustaf V och Gustaf VI Adolf som kronprins.

## Biografi
Simeon Öquist var son till en sågverksägare från Norrland och studerade konst för Georg von Rosen och Gustaf Cederström vid Konstakademien i Stockholm 1888–1892. Under akademitiden kom han att umgås mycket med Olle Hjortzberg, Axel Sjöberg och bröderna Österman som bildade ett kamrat- och konstnärsgäng. Eftersom han gifte sig tidigt och blev familjeförsörjare valde han att bosätta sig i Medelpad där han drev ett jordbruk under tolv år. Han fortsatte dock att måla på lediga stunder och medverkade i lantbruksutställningen i Gävle 1900 med målningen Fjällkor som belönades med en silvermedalj. Sedan de två äldsta barnen övertagit jordbruket kunde han återgå till att vara konstnär på heltid. Han utförde en lång rad beställningsporträtt av kända personer, bland annat av Gustaf V som var en gåva till drottning Victoria på hennes 50-årsdag. Bland hans övriga porträtt märks de av riksdagsman Gustaf Knaust och kyrkoherde CA Rehn. Separat ställde han ut några gånger i Stockholm och Sundsvall. Hans konst består förutom porträtt av målningar som anknyter till 1800-talets genremåleri, figurstaffage och landskapsskildringar från Norrlandsfjällen. Öqvist är representerad vid Stockholms slott, Engelbrekts församling i Stockholm.